# Асеев, Владимир Григорьевич
Владимир Григорьевич Асеев (16 ноября 1931, Тулун, Иркутская область, РСФСР — 22 февраля 2016, Иркутск, Российская Федерация) — советский и российский психолог, доктор психологических наук, профессор, заслуженный деятель науки Российской Федерации (1996).

## Биография
В 1955 году окончил отделение логики и психологии Иркутского государственного университета.
В 1955—1957 годах работал учителем в Тулунском техникуме механизации сельского хозяйства. Затем под научным руководством профессора Д. А. Ошанина окончил аспирантуру Института психологии Академии педагогических наук РСФСР в Москве. С 1960 года работал в Иркутском государственном педагогическом институте. В 1962 году в Московском государственном университете им. М. В. Ломоносова успешно защитил кандидатскую («О монотонности работы при выполнении конвейерных операций и её некоторых психофизиологических показателях»), а в 1974 году в НИИ общей и педагогической психологии АПН РСФСР — докторскую диссертацию по проблеме монотонности труда в условиях поточно-конвейерного производства ("Проблема монотонности в промышленном труде и психофизиологические пути её разрешения ").
В 1970 году по его инициативе в Иркутском педагогическом институте была создана кафедра психологии, открыты аспирантура и лаборатория экспериментальной психологии, а также организовано Восточно-Сибирское отделение общества психологов СССР (ныне — Иркутское отделение Российского психологического общества). В 1975 году Асееву присвоено звание профессора.
- 1978—1985 гг. — проректор Иркутского педагогического института по научной работе,
- 1986—2002 гг. — заведующий кафедрой общей и педагогической психологии,
- 2002—2014 гг. — профессор кафедрой общей и педагогической психологии.

При его непосредственном участии в 1992 году создан первый среди вузов Сибири и Дальнего востока факультет психологии, которым он первое время руководил, выполняя обязанности декана факультета.
С 1991 года возглавлял первый в Сибири и на Дальнем Востоке специализированный Совет по защите кандидатских (а с 2002 года — и докторских) диссертаций по психологическим и педагогическим научным специальностям, созданный при Иркутском государственном педагогическом университете.
Под его руководством защищено более 40 кандидатских и 8 докторских диссертаций. Ученый выступил автором около 100 научных трудов, среди которых особое место имеет монография «Преодоление монотонности труда в промышленности» (1976).

## Награды и звания
Заслуженный деятель науки Российской Федерации, почётный работник высшего профессионального образования Российской Федерации.
Был удостоен Почетного знака «Отличник высшего образования СССР», награждён медалью «За заслуги перед высшей школой», главной ведомственной наградой Министерства образования и науки РФ за заслуги в области педагогических наук — медалью К. Д. Ушинского.